# Yanick Paternotte
Yanick Paternotte est un homme politique français, né le 24 décembre 1951 à Nancy (Meurthe-et-Moselle), membre de l'UMP.

## Biographie
Yanick Paternotte est docteur en pharmacie, diplômé en 1982 de l'université Paris V.
Maire de la commune de Sannois de 1992 à 2014, il est battu en 2014. Il est élu député le 17 juin 2007, pour la XIIIe législature (2007-2012), dans la 9e circonscription du Val-d'Oise en battant, au deuxième tour, le député sortant Jean-Pierre Blazy (PS) avec 50,43 % des suffrages. Il est battu lors de l’élection du 18 juin 2012 par Jean-Pierre Blazy  (PS), il ne recueille au second tour que 44,04 % des suffrages contre 55,96 % pour son opposant socialiste.
En 2008, il est nommé président de la commission nationale des recours (CONARE) de l'UMP par Xavier Bertrand.
Dans le cadre du congrès de l'UMP de 2012, il soutient la candidature de Jean-François Copé. Par ailleurs, président de la CONARE, il est chargé d'étudier les recours formés par les deux candidats. À l'occasion du litige qui avait suivi l'élection, Alain Juppé, dans le cadre de sa médiation, avait demandé que tous les membres de cette instance qui avaient soutenu l'un ou l'autre des deux concurrents dans la bataille pour la présidence de l'UMP se « déportent ».
Lors des élections législatives de juin 2012, avec 44 % des voix au second tour, il est battu par le candidat socialiste et ancien député, Jean-Pierre Blazy.
En 2012, l’ex-député avait été mis en cause dans une affaire d’abus de faiblesse. En première instance, le tribunal correctionnel de Nanterre l’avait condamné à 15 mois de prison avec sursis, 10 000 € d'amende et deux ans d'inéligibilité. Après appel de son jugement, Il est relaxé et définitivement blanchi le 29 janvier 2014 par la cour d'appel de Versailles qui a considéré que l'abus de faiblesse n'était pas démontré et que rien ne pouvait mettre en cause son intégrité. 
Battu lors des municipales de mars 2014 par Bernard Jamet, un de ses anciens adjoints, dissident LR, Yanick Paternotte reste conseiller municipal d'opposition (UMP) à Sannois. Le 30 mars 2014, il est élu conseiller communautaire de la Communauté d'agglomération du Parisis.

## Mandats
- Député :
  - 17/06/2007 - 18/06/2012 : député de la 9e circonscription du Val-d'Oise

- Conseiller général :
  - 18/03/1985 - 30/09/1988 : conseiller général du Val-d'Oise ;
  - 01/10/1988 - 28/03/2004 : vice-président du Conseil général du Val-d'Oise ;
  - 29/03/2004 - 16/07/2007 : 1er vice-président du Conseil général du Val-d'Oise.

- Maire ou conseiller municipal :
  - 14/03/1983 - 19/03/1989 : adjoint au maire de Sannois ;
  - 20/03/1989 - 31/01/1992 : premier adjoint au maire de Sannois ;
  - 1/02/1992 - 05/04/2014 : maire de Sannois.
  - 04/2014 : conseiller municipal de Sannois.

## Fonctions
- Régionales :
  - vice-président de l’ADEIF (Agence pour le développement européen de l'Île-de-France) ;
  - président de l'APELNA (Association des communes d'Île-de-France pour la protection de l'environnement et la limitation des nuisances aériennes) ;
  - vice-président de l’AMIF (Association des maires d'Île-de-France) ;
  - vice-président du SIGEIF (Syndicat intercommunal pour le gaz et l'électricité en Île-de-France).
- Départementales :
  - président de l’Union des maires du Val d’Oise ;
  - président du CEEVO (Comité d'expansion économique du Val d'Oise) ;
  - président de l’ACCET (Association pour la promotion des Centres de créations d'entreprises tertiaires) ;
  - président du Syndicat Emeraude (Syndicat de 19 communes pour la collecte et le traitement des déchets de la Vallée de Montmorency) ;
  - président du Syndicat intercommunal les Buttes du Parisis ;
  - président de Roissy CAREX et d'EURO CAREX[6].